# Урумар'я
У́румар'я (ест. Urumarja küla) — село в Естонії, у волості Торі повіту Пярнумаа.

## Населення
Чисельність населення на 31 грудня 2011 року становила 85 осіб.

## Географія
Село Урумар'я розташоване на лівому березі річки Пярну (Pärnu jõgi).
Через село проходить автошлях 59 (Пярну — Торі).